# Liste des dix plus importantes entreprises québécoises
La page présente la liste des dix plus importantes entreprises québécoises par chiffre d'affaires ayant leur siège social dans la province de Québec.
| Compagnie                | Localisation siège social | Chiffre d'affaires    | Nombre d'employés |
| ------------------------ | ------------------------- | --------------------- | ----------------- |
| Power Corporation        | Montréal                  | 26,1 milliard (USD)   | 15 500            |
| BCE                      | Montréal                  | 20 milliards (USD)    | 54 000            |
| Bombardier               | Montréal                  | 17,5 milliards (USD)  | 59 760            |
| Alimentation Couche-Tard | Laval                     | 15,4 milliards (USD)  | 37 000            |
| Groupe Jean Coutu        | Montréal                  | 13 milliards (USD)    | 16 000            |
| Saputo                   | Montréal                  | 12,04 milliards (USD) | 19 600            |
| Caisses Desjardins       | Lévis                     | 11,6 milliards (USD)  | 39 985            |
| Metro                    | Montréal                  | 10,9 milliards (USD)  | 37 878            |
| Air Canada               | Montréal                  | 10,6 milliards (USD)  | 37 100            |
| Québecor                 | Montréal                  | 9,8 milliards (USD)   | 43 000            |